# Shir, Syria
Shir (tiếng Ả Rập: شير) là một ngôi làng Syria nằm trong phó huyện Mahardah ở huyện Mahardah thuộc tỉnh Hama. Theo Cục Thống kê Trung ương Syria (CBS), Shir có dân số 793 người trong cuộc điều tra dân số năm 2004.